# Acilacija
U hemiji, acilacija (alkanoilacija) je proces dodavanja acil grupe u jedinjenje. Jedinjenje koje daje acil grupu je acilirajući agens. 
Acilni halidi se često koriste, jer formiraju jake elektrofile kad se tretiraju metalnim katalizatorima. Na primer, Fridel-Kraftsova acilacija koristi acetil hlorid (etanoil hlorid), 3O, kao agens i aluminijum hlorid (3) kao katalizator za dodavanje etanoil (acetil) grupe na benzen:
Mehanizam ove reakcije je elektrofilna supstitucija.

## Acilacija u biologiji
Proteinska acilacija posttranslaciona modifikacija proteina putem vezivanja funkcionalnih grupa acil vezama. Jedan prominentni tip je masna acilacija, adicija masnih kiselina na pojedine aminokiseline (npr. miristoilacija ili palmitoilacija). Proteinska acilacija je oblik biološke signalizacije.